# Koskis gård, Vemo

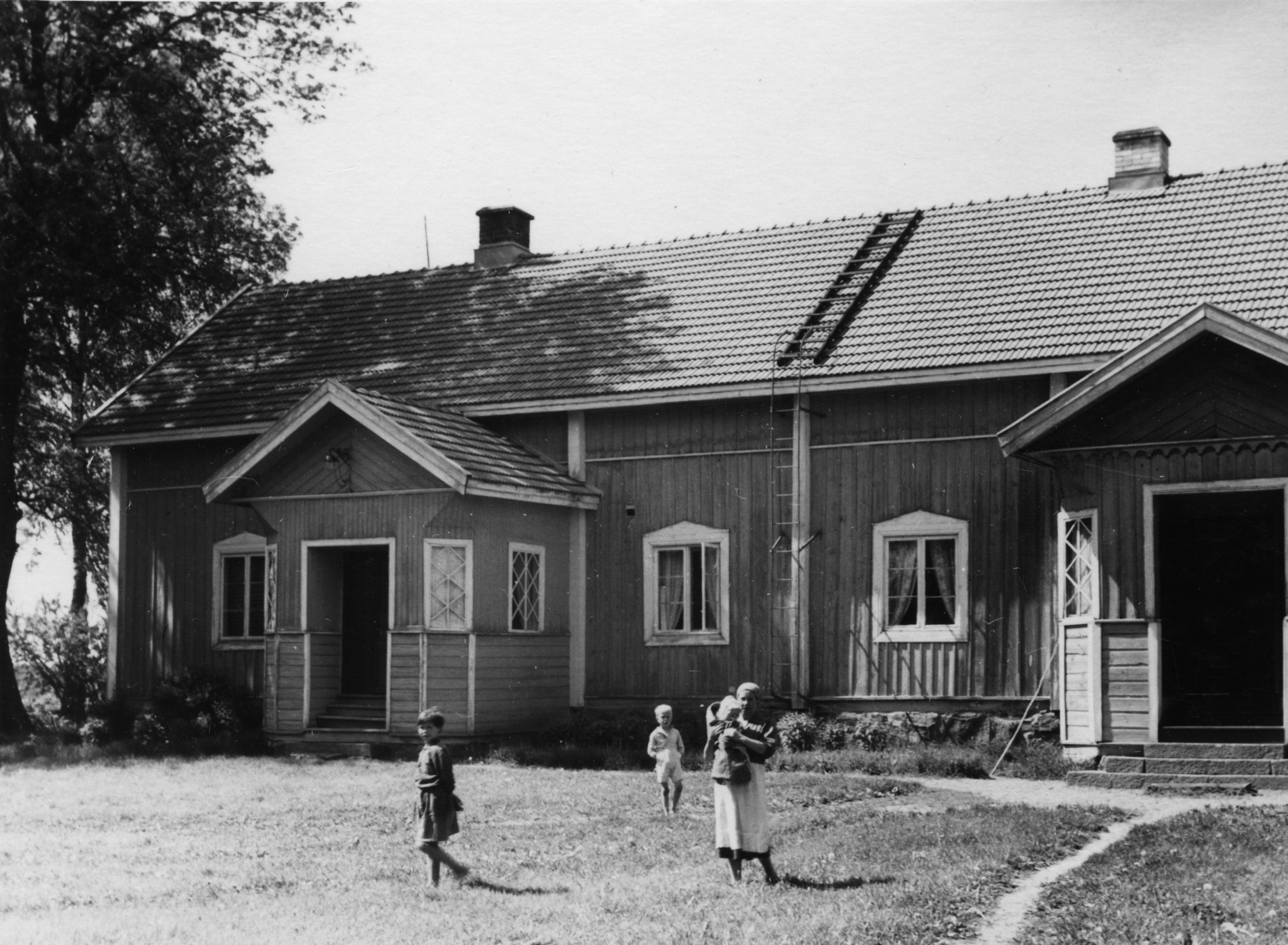
Koskis gård år 1943.

 Koskis gård  (finska Koski) är en gård i Vemo i Egentliga Finland. Den har ett medeltida ursprung och hör till de gårdslän som anlades vid Norrfinlands kust under 1200- och 1300-talet.
Koskis gård, tidigare även Vemo storgård, är ett medeltida gårdslän anlagt på tillandningsmark vid ån Puttanjokis mynning i Virmo viken. Några kilometer västerut löper Vemo sund som numera är uppgrundat. Koskis län har inte en lika tydlig gräns mot omkringliggande bondeägda marker som övriga gårdslän. Därav kan man dra slutsatsen att grannbyarna redan hade sina rättigheter klara när Koskis gårdslän kom till. Koskis ägare fick nöja sig med de områden som låg utanför den äldre bosättningens marker. Till det ursprungliga Koskis gårdslän har möjligen hört Lammi, Nuhjala, Soinila och Tarvola byar.
Under medeltiden ägdes Koskis av medlemmar av ätten Garp. En av dem, Anders Garp, betecknas 1373 som fogde under hövitsmannen i Finland Bo Jonsson (Grip). Anders ägde stora gårdar i Vemos grannsocknar och i Vemo Djärvenäs och Svensby (finska Soinila). Det är möjligt att han ägde Koskis men det kan inte beläggas. En yngre son till Anders Garp var Gregers Andersson (Garp) som var den första säkert kända ägaren till Koskis gård och också den första i en släktrad av häradshövdingar i Vemo. Under hans tid, han var död 1450, började ättens egendomar i Vemo minska. Till sin hustru Anna Jönsdotter gav Gregers Nygård och Hede (finska Hieta) i Vemo och hon gav dem vidare till Nådendals kloster. Gregers själv gav till klostret som provent för en fattig nunna en fjärding i Kesois respektive Kylä gods i Vemo. I sitt testamente gav han till klostret Lahdenranta landbondeby i Vemo. Åt väpnaren Anders Jönsson gav Gregers en äng i Vinkkilä by i Vemo. Efter detta var gårdslänet splittrat, bara en del låg under Storgården medan resten hörde till släktingar eller klostret.
Gregers sonsons sondotter Anna Jönsdotter (Garp) var gift med Johan Jakobsson Görtzhagen till Sorais i Lemu. Med henne fick maken Koskis och efter Gustav Vasas reduktion fick han det ena av de två hemmanen på Nuhjala. Deras sonson Erik Johansson Görtzhagen (död ca 1600) hade inte egna barn varför Koskis ärvdes av hans brorsdöttrar, först av Anna Bengtsdotter och hennes man ståthållaren Nils Kijl, därefter av Iliana Hansdotter och hennes man befallningsmannen på Revals slott Jost Taube (af Kuddinge).
Deras sondotter Juliana Maria Taube, gift med en friherre Tiesenhausen, ägde Koskis både före och efter det Stora nordiska kriget. Senast 1749 ägdes Koskis av friherrinnan Fredrika Yxkull, gift med professorn Jonas Meldercreutz men sedan av hennes bror överstelöjtnanten, friherre Carl Otto Yxkull. Denne sålde 1755 gården till sin svåger hovjunkaren, friherre Claes Lybecker men Jonas Meldercreutz väckte bördsanspråk på Koskis som tilldömdes hans och Fredrika Yxkulls son, kornetten Lars Meldercreutz. Efter hans död 1781 ärvdes gården av hans far som sålde Koskis år 1787. Köpare var löjtnanten Berndt Gustav Eneskjöld som dock sålde gården vidare till sin svärfar räntmästaren Lars Mörtengren. Gården återkom senare genom arv till ätten Eneskjöld men den såldes ur släkten år 1875.